# أصحاب أعمال
رجل الأعمال أو سيدة الأعمال هو شخص لديه ملكية أو أسهم في منشأة خاصة، ويدير أنشطة (تجارية أو صناعية)، لغرض توليد التدفق النقدي والمبيعات والإيرادات، باستخدام مزيج من رأس المال البشري والمالي والفكري والمادي، لدفع عجلة التنمية الاقتصادية والنمو.
قد يشير المصطلح إلى مؤسس أو مالك أو مساهم كبير في مؤسسة خاصة. وقد يشير المصطلح أحيانًا أيضًا إلى شخص ما، وقد يكون مستثمرًا لملك خاص.

## التاريخ

### فترة ما قبل التاريخ: التجار
نظرًا إلى أن رجل الأعمال يمكن أن يكون أي شخص، سواءً في التجارة أو الصناعة، يعني وجود الصناعة والتجارة وجود رجال أعمال. يمكن أن تعني التجارة ببساطة «التبادل»، وإن التجارة موجودة عبر كل التاريخ المسجل، إذ كان رجال الأعمال الأوائل في تاريخ البشرية تجارًا أو مُبادلين للسلع.

### في فترة القرون الوسطى: صعود طبقة التجار
ظهر التجار بوصفهم «طبقة اجتماعية» في إيطاليا في العصور الوسطى (قارن، مثلًا، طبقة التجار التقليدية، فايشيا، في المجتمع الهندي). بين عامي 1300 و1500، اخترعت المحاسبة الحديثة، والكمبيالة، والمسؤولية المحدودة، وهكذا رأى العالم «أول مصرفيين حقيقيين»، وهم بالتأكيد رجال أعمال.
في الوقت نفسه تقريبًا، شهدت أوروبا ظهور «التجار الأغنياء»، وهم الأشخاص الذين لعبوا دور رجال الأعمال.

### من النهضة إلى التنوير: ظهور الرأسمالية
أصبحت أوروبا القوة التجارية العالمية المهيمنة في القرن السادس عشر، وقد طور الأوربيين أساليب وطرائق جديدة للأعمال أو المشاريع. ومع هذا التطور، بدأت أنواع جديدة من «رجال الأعمال» باستخدام هذه الأساليب. في الفترة ذاتها، تطورت أوروبا واستخدمت النقود الورقية والشيكات والشركات المساهمة (ذات الأسهم). أدت التطورات في العلوم الأكتوارية والاكتتاب إلى التأمين. واستخدمت هذه الأدوات الجديدة معًا من قبل نوع جديد من رجال الأعمال، الرأسماليين. هؤلاء الأشخاص يمتلكون أو يمولون شركات بوصفهم مستثمرين، ولكنهم لم يكونوا تجارًا للبضائع. وكان هؤلاء الرأسماليون قوة رئيسية في الثورة الصناعية.
يلاحظ قاموس أوكسفورد الإنجليزي أقدم استخدام معروف لكلمة «رجال أعمال» في عام 1798، و«رجل أعمال» في عام 1803. وبحلول عام 1860 ظهرت كلمة «رجال أعمال».

### العصر الحديث: صعود رجل الأعمال
أحدث نوع من المدراء التنفيذيين للشركات الذين يعملون تحت إشراف رجل أعمال هو المدير. كان روبرت أوين (1771-1858) من أوائل المؤسسين الحقيقيين لمهنة الإدارة، وكان أيضًا رجل أعمال في اسكتلندا. درس «مشكلات الإنتاجية والتحفيز»، وتبعه فريدريك وينسلو تايلور (1856-1915)، الذي كان أول شخص درس العمل بدافع تدريب موظفيه في مجال الإدارة لجعلهم مدراء ذوي كفاءة قادرين على إدارة أعماله. بعد الحرب العالمية الأولى، أصبحت الإدارة شائعة بسبب مثال هربرت هوفر وكلية هارفارد للأعمال، إذ قدمت درجات علمية في إدارة الأعمال (الإدارة) بدافع تطوير مدراء ذوي كفاءة حتى يتمكن رجال الأعمال من توظيفهم بهدف زيادة الإنتاجية من المؤسسات الخاصة التي يمتلكها رجال الأعمال.

### الراتب
تختلف رواتب رجال الأعمال، إذ يمكن أن تصل رواتب رجال الأعمال إلى مليارات الدولارات سنويًا. مثلًا، يربح بيل جيتس، مالك شركة مايكروسوفت، 4 مليارات دولار سنويًا. غالبًا ما كانت الرواتب المرتفعة التي يتقاضاها رجال الأعمال مصدر انتقادات من الكثيرين ممن يعتقدون أنهم يتقاضون رواتب مفرطة.

### ريادة الأعمال
ريادة الأعمال هي خلق القيمة أو استخراجها. استنادًا إلى هذا التعريف، يُنظر إلى ريادة الأعمال بأنها تغيير، وتنطوي عمومًا على مخاطر تتجاوز ما تجري مواجهته عادةً عند بدء عمل تجاري، التي قد تتضمن قيمًا أخرى غير القيم الاقتصادية فقط. رائد الأعمال هو الشخص الذي يؤسس شركة أو منشأة.